# Graustock
Graustock är en bergstopp i Schweiz. Den ligger i den centrala delen av landet, 70 km öster om huvudstaden Bern. Toppen på Graustock är 2 662 meter över havet, eller 280 meter över den omgivande terrängen. Bredden vid basen är 1,5 km.
Terrängen runt Graustock är huvudsakligen mycket bergig. Närmaste större samhälle är Engelberg, 4,4 km nordost om Graustock. 
Trakten runt Graustock består i huvudsak av gräsmarker. Runt Graustock är det mycket glesbefolkat, med 3 invånare per kvadratkilometer.